# Атмаутлуак (аэропорт)
Аэропорт Атмаутлуак (англ. Atmautluak Airport), (ИАТА: ATT, FAA LID: 4A2) — государственный гражданский аэропорт, расположенный в городе Атмаутлуак (Аляска), США.
По данным статистики Федерального управления гражданской авиации США услугами Аэропорта Атмаутлуак в 2007 году воспользовалось 2613 пассажиров, что на 29 % больше аналогичного показателя за 2006 год (2018 человек).

## Операционная деятельность
Аэропорт Атмаутлуак располагается на высоте 5 метров над уровнем моря и эксплуатирует одну взлётно-посадочную полосу:
- 15/33 размерами 914 x 23 метров с гравийным покрытием.[1][4][5]